# Nototylus fryi
Nototylus fryi (лат.) — вид жуков-жужелиц рода Nototylus из подсемейства Nototylinae Reichardt, 1977. Один из двух видов в составе рода Nototylus наряду с Nototylus balli, открытым в 2020 году. Описан в XIX веке по единственному экземпляру — самке из штата Эспириту-Санту (Бразилия). В настоящее время, вероятно, вымер в результате вырубки лесов для плантаций, хотя не исключено, что некоторые особи ещё могут обитать в охраняемых зонах, таких как заповедник Соотерама.

## Систематика
Вид Nototylus fryi является представителем подсемейства Nototylinae, которое иногда поднимают в ранге до отдельного от жужелиц семейства Nototylidae. От близкого вида отличается следующими признаками: надкрылья слабо вздуты кзади от плечевых краёв; переднеспинка удлиненная, более сильно сужена кзади, боковые края слабо пазушные, не закругленные; брахиптеровидная, заднее крыло без жилкования дистальнее стигмы.